# Greje
Greje (grč. Γραῖαι, Graĩai) u grčkoj mitologiji tri su sestre s jednim okom i jednim zubom što su ih dijelile, Forkisove i Ketine kćeri, Forkide.

## Etimologija
Greje su doslovno "stare žene", "sive žene/vještice". Prema Heziodu, bile su Dina (Δεινώ, Deinô = "strah") i Enija (Ενυώ, Enyô = "užas"). Apolodor dodaje Pemfredu (Πεμφρηδώ, Pemphrêdô = "upozorenje"). Higin dodaje i četvrtu, Perzu.

## Karakteristike
Greje su izgledale kao tri sijede starice, premda su ih pjesnici eufemistično nazivali prekrasnima. Bile su toliko stare da im je djetinjstvo teško bilo zamisliti, a prema drugoj inačici mita rodile su se kao starice. Prikazivane su s jednim okom i jednim zubom, obično u rukama jedne od njih.
Greje su jedna od skupina od tri božice u grčkoj mitologiji, kao što su Mojre, Erinije, Hore.

## Mitologija

### Život
Sve tri posjedovale su jedno zajedničko oko i jedan zub, za koje su se često svađale. Kad bi jedna od sestara imala oko, druge bi dvije bile slijepe, a kad bi jedna imala zub, druge dvije gladovale bi jer ne bi mogle žvakati hranu.
Ružne zmijokose Gorgone su im bile sestre (Stena, Eurijala i Meduza), a brat im je bio zmaj Ladon, koji je u vrtu Hesperida čuvao čarobno stablo zlatnih jabuka, koje su izvor vječne mladosti, a ubio ga je Heraklo.

### Perzej
Junak Perzej, Zeusov sin, je dugo lutao tražeći Meduzu i njezine sestre Gorgone, ne znajući gdje bi tražio i kako bi je ubio. Njegov polubrat Hermes i polusestra Atena su mu došli u pomoć. Hermes mu je dao mač, a Atena štit. Nisu znali put do samih Gorgona, ali znali su do Greja, njihovih sestara. Perzej im je uzeo oko dok su ga izmjenjivale i nije ga htio vratiti sve dok mu nisu dale upute kako da stigne do Gorgona.

## Vanjske poveznice
- Greje u klasičnoj literaturi i umjetnosti (engl.)